# アンドゲート
株式会社アンドゲート（英:Andgate, Inc.）は、プロジェクト推進事業、プロセスコンサルティング事業、次世代MSP事業などを行う企業である。

## 概要
ITシステム開発における「プロジェクトリード」と「技術・業務支援」を利用できるプロジェクト推進サービス「ダンドル」、世の中のSaaSを組み合わせてプロダクト開発を行うための技術支援サービス「Saatisfy」、AWS・GCPをはじめとするクラウドによるインフラの設計構築と運用保守のサービス「次世代MSP」の3つを主力事業としている。

## 沿革
- 2017年8月：渋谷区でプロジェクトマネジメント事業を開始。
- 2018年3月：オフィスを港区新橋に移転。
- 2019年10月：オフィスを中央区銀座に移転。
- 2021年2月：SaaS開発支援サービス「Saatisfy」をリリース。[4]
- 2021年6月：プロジェクト推進自動化プラットフォーム「ダンドルクラウド」のβテストを開始。[5]
- 2021年9月：事業責任者向けの思考具現化サービス「カベウチ」をリリース。[6]
- 2022年4月：プロジェクトの「段取り」を包括的にサポートするクラウドサービス「ANDGATE」をリリース。[7]